# Saison 8 de The Middle
Chronologie
Saison 7 Saison 9
Cet article présente la liste des épisodes de la huitième saison de la série télévisée américaine The Middle.

## Généralités
- Aux États-Unis, cette huitième saison a été diffusée du 11 octobre 2016 au 16 mai 2017 sur le réseau ABC.
- Au Canada elle a été diffusée 24 heures à l'avance sur le réseau Citytv, puis 48 heures plus tard à partir de février 2017.
- Le 13 décembre 2016, ABC commande un épisode supplémentaire, portant la saison à 23 épisodes[1].

## Distribution

### Acteurs principaux
- Patricia Heaton (VF : Véronique Augereau) : Frances « Frankie » Heck, la mère de la famille
- Neil Flynn (VF : Patrick Béthune) : Mike Heck, le mari de Frankie, et donc le père de la famille
- Charlie McDermott (VF : Olivier Martret) : Axl Heck, le fils rebelle de la famille
- Eden Sher (VF : Olivia Luccioni) : Sue Heck, la fille étrange de la famille
- Atticus Shaffer (VF : Tom Trouffier) : Brick Heck, le plus jeune fils et le plus étrange de la famille

### Acteurs récurrents
- Alphonso McAuley (VF : Gauthier Battoue) : Hutch
- Daniela Bobadilla (VF : Lisa Caruso) : Lexie
- Greer Grammer (VF : Léopoldine Serre) : April[2]
- Casey Burke (VF : Clara Quilichini) : Cindy
- Tommy Bechtold (VF : Christophe Lemoine) : Kenny

### Invités
- Dave Foley (VF : Philippe Siboulet) : Dr Fulton
- Brooke Shields (VF : Déborah Perret) : Rita Glossner[3]
- Norm Macdonald (VF : Philippe Peythieu) : Rusty Heck
- Marsha Mason (VF : Régine Teyssot) : Pat Spence, mère de Frankie
- John Cullum (VF : Michel Ruhl) : « Big Mike » Heck, père de Mike

## Épisodes

### Épisode 1:Que la famille!
- Canada : 10 octobre 2016 sur Citytv[4]
- États-Unis : 11 octobre 2016 sur ABC[5]
- France : 24 février 2018 sur Comédie+

- États-Unis : 6,78 millions de téléspectateurs[6] (première diffusion)

- Greer Grammer (April)
- Casey Burke (Cindy)
- Will Green (Jeremy)
- Brock Ciarlelli (Brad Bottig)
- Matt Cornett (Duncan)
- Crystal Shannon (freshman girl)
- Ted Stavros (freshman boy)
- Martha Thatcher (girl)

### Épisode 2:La pilule est dure à avaler!
- Canada : 17 octobre 2016 sur Citytv
- États-Unis : 18 octobre 2016 sur ABC
- France : 24 février 2018 sur Comédie+

- États-Unis : 6,02 millions de téléspectateurs[7] (première diffusion)

- Daniela Bobadilla (Lexie)
- Alphonso McAuley (Hutch)
- Will Green (Jeremy)
- Miriam Flynn (female clerk)
- Carlease Burke (Ms. Teegarden)
- Tommy Bechtold (Kenny)
- David L. King (professor)
- Matthew Downs (coach)

### Épisode 3:Halloween VII: le divorce
- Canada : 24 octobre 2016 sur Citytv
- États-Unis : 25 octobre 2016 sur ABC
- France : 24 février 2018 sur Comédie+

- États-Unis : 5,72 millions de téléspectateurs[8] (première diffusion)

- Greer Grammer (April)
- Casey Burke (Cindy)
- Jen Ray (Nancy Donahue)
- Sean O'Bryan (Ron Donahue)

### Épisode 4:Du cran
- Canada : 31 octobre 2016 sur Citytv
- États-Unis : 1er novembre 2016 sur ABC
- France : 24 février 2018 sur Comédie+

- États-Unis : 5,43 millions de téléspectateurs[9] (première diffusion)

- Daniela Bobadilla (Lexie)
- Will Green (Jeremy)
- Jovan Armand (Troy)
- Casey Burke (Cindy)
- Michael A. Shepperd (coach)
- Michelle LaRue (cashier)
- Mat Botuchis (Chris)
- Isaac Faulkner (psycho)
- Austin Michael Coleman (player)
- Jason Williams (paramedic 1)
- Neil Rodriguez (paramedic 2)

### Épisode 5:La Vache!
- Canada : 14 novembre 2016 sur Citytv
- États-Unis : 15 novembre 2016 sur ABC
- France : 24 février 2018 sur Comédie+

- États-Unis : 6,21 millions de téléspectateurs[10] (première diffusion)

- Paul Hipp (Reverend TimTom)
- Jen Ray (Nancy Donahue)
- Pat Finn (Bill Norwood)
- Richard Riehle (Sheriff Dugan)
- David Chandler (Derrick Glossner)
- Gibson Bobby Sjobeck (Diaper Glossner)

### Épisode 6:Thanksgiving VIII
- Canada : 21 novembre 2016 sur Citytv
- États-Unis : 22 novembre 2016 sur ABC
- France : 3 mars 2018 sur Comédie+

- États-Unis : 6,88 millions de téléspectateurs[11] (première diffusion)

- Greer Grammer (April)
- Jimmy Bellinger (Edwin)
- Jen Ray (Nancy Donahue)
- Beau Wirick (Sean Donahue)
- Sean O'Bryan (Ron Donahue)
- Kayla Madison (Shelly Donahue)
- Laura Ann Kesling (Dotty Donahue)

### Épisode 7:Axl fait la tête
- Canada : 28 novembre 2016 sur Citytv
- États-Unis : 29 novembre 2016 sur ABC
- France : 3 mars 2018 sur Comédie+

- États-Unis : 6,62 millions de téléspectateurs[12](première diffusion)

- Dave Foley (Dr Fulton)
- Robert Michael Morris (Stan Hoister)
- Brock Ciarlelli (Brad Bottig)
- Daniela Bobadilla (Lexie)
- Aaron Hill (Dan)
- Karen Malina White (Mrs. Roberts)
- Ty Chen (Scott)
- Beth Triffon (Marcy)
- Jared Wernick (Indian Harry Styles)
- Amir Aboulela (NYU acting teacher)

### Épisode 8:Grosse Gamelle
- Canada : 5 décembre 2016 sur Citytv
- États-Unis : 6 décembre 2016 sur ABC
- France : 3 mars 2018 sur Comédie+

- États-Unis : 6,06 millions de téléspectateurs[13](première diffusion)

- Brooke Shields (Rita Glossner)
- Malcolm Foster Smith (Dave)
- Troy Metcalf (Jim)
- Greg Cipes (Chuck)
- Ezra Buzzington (Wayne)
- Greer Grammer (April)
- Keaton Savage (Tyler)
- Brian Howe (Tom Hanson)
- Kurt Collins (Rodney Glossner)
- Hunter Daily (Vanessa)
- Adwin Brown (Joel)
- Chase Kim (corporate guy #1)
- Jon Curry (corporate guy #2)
- Al Coronel (cop #1)
- Jim Titus (cop #2)

### Épisode 9:Jusqu'à ce que la mort vous sépare
- Canada : 12 décembre 2016 sur Citytv
- États-Unis : 13 décembre 2016 sur ABC
- France : 10 mars 2018 sur Comédie+

- États-Unis : 6,39 millions de téléspectateurs[14](première diffusion)

- Emily Rutherfurd (en) (Dierdre Peterson)
- Pat Finn (Bill Norwood)
- Greer Grammer (April)
- Beau Hart (Riley)
- Reagan Rundus (Gracie)
- O'Neill Monahan (Lucas)
- Ericka Kreutz (Sharron)
- Michael G. Coleman (David)

### Épisode 10:L'Escape room
- Canada : 2 janvier 2017 sur Citytv
- États-Unis : 3 janvier 2017 sur ABC
- France : 10 mars 2018 sur Comédie+

- États-Unis : 6,62 millions de téléspectateurs[15] (première diffusion)

- Jen Ray (Nancy Donahue)
- Beau Wirick (Sean Donahue)
- Sean O'Bryan (Ron Donahue)
- Jelena Nik (Rowdy)
- Barry Livingston (Milt)
- Laura Ann Kesling (Dotty Donahue)
- Kayla Madison (Shelly Donahue)

### Épisode 11:La Femme de ménage
- Canada : 9 janvier 2017 sur Citytv
- États-Unis : 10 janvier 2017 sur ABC
- France : 10 mars 2018 sur Comédie+

- États-Unis : 7,30 millions de téléspectateurs[16] (première diffusion)

- Norm Macdonald (Rusty Heck)
- John Cullum (Big Mike)
- Daniela Bobadilla (Lexie)
- Alphonso McAuley (Hutch)
- Tommy Bechtold (Kenny)
- Greer Grammer (April)
- Jen Ray (Nancy Donahue)
- Aaron Hill (Dan)
- Ty Chen (Scott)
- Mary Gillis (Esther)
- Amir Levi (Bryan)
- Jennie Fahn (Agatha)
- Christine Garver (Colleen)

### Épisode 12:Le Groupe fourre-tout
- Canada : 16 janvier 2017 sur Citytv
- États-Unis : 17 janvier 2017 sur ABC
- France : 17 mars 2018 sur Comédie+

- États-Unis : 6,67 millions de téléspectateurs[17] (première diffusion)

- Brock Ciarlelli (Brad Bottig)
- Casey Burke (Cindy)
- Alphonso McAuley (Hutch)
- Tommy Bechtold (Kenny)
- Pat Finn (Bill Norwood)
- Liam Cronin (Chase)
- Ashley Spillers (Hannah)
- Holly Pitrago (Paige)
- Will Collyer (Landis)
- Teagan Rose (Trish)
- Fayelyn Bilodeau (female student)
- Kelly Lamor Wilson (girl in line)
- Ryan David Tsang (male student #1)
- John Duffy (male student #2)

### Épisode 13:Adieu, ovaires!
- États-Unis : 7 février 2017 sur ABC
- Canada : 2 mars 2017 sur Citytv
- France : 17 mars 2018 sur Comédie+

- États-Unis : 6,42 millions de téléspectateurs[18] (première diffusion)

- Beau Wirick (Sean Donahue)
- Daniela Bobadilla (Lexie)
- Casey Burke (Cindy)
- Jovan Armand (Troy)
- Emily Rutherfurd (en) (Deidre Peterson)
- Cooper Roth (Gibson)
- Theo Taplitz (Judah)

### Épisode 14:Désolé pas désolé
- États-Unis : 14 février 2017 sur ABC
- Canada : 16 février 2017 sur Citytv
- France : 17 mars 2018 sur Comédie+

- États-Unis : 6,32 millions de téléspectateurs[19] (première diffusion)

### Épisode 15:La Dent
- États-Unis : 21 février 2017 sur ABC
- Canada : 23 février 2017 sur Citytv
- France : 24 mars 2018 sur Comédie+

- États-Unis : 6,27 millions de téléspectateurs[20] (première diffusion)

- Jack McBrayer (Dr Goodwin)
- Alphonso McAuley (Hutch)
- Daniela Bobadilla (Lexie)
- Keaton Savage (Tyler)
- Will Green (Jeremy)
- Tommy Bechtold (Kenny)
- Jessie Sherman (Julia)
- Galen Howard (man)
- Austin Levenson (freshman 1)
- Nathaniel Stroud (freshman 2)
- Jamaal Hepburn (guy 1)
- Kai Schultz (guy 2)

### Épisode 16:Fière de quoi?
- États-Unis : 7 mars 2017 sur ABC
- Canada : 9 mars 2017 sur Citytv
- France : 24 mars 2018 sur Comédie+

- États-Unis : 6,12 millions de téléspectateurs[21] (première diffusion)

- Brooke Dillman (Tink Babbitt)
- Daniela Bobadilla (Lexie)
- Jen Ray (Nancy Donahue)
- Gia Mantegna (Devin Levin)
- Malcolm Foster Smith (Dave)
- Troy Metcalf (Jim)
- Greg Cipes (Chuck)
- Ezra Buzzington (Wayne)
- Helen Slayton-Hughes (Eleanor)
- Pedro Correa (Todd)
- Chiquita Fuller (Ms. Prescott)
- Michael S. Chambers (Olson)

### Épisode 17:L'Univers
- États-Unis : 14 mars 2017 sur ABC
- Canada : 16 mars 2017 sur Citytv
- France : 24 mars 2018 sur Comédie+

- États-Unis : 5,92 millions de téléspectateurs[22] (première diffusion)

- Jen Ray (Nancy Donahue)
- Beau Wirick (Sean Donahue)
- Alphonso McAuley (Hutch)
- Daniela Bobadilla (Lexie)
- Greer Grammer (April)
- Galadriel Stineman (Cassidy)
- Katlin Mastrandrea (Weird Ashley)
- Gia Mantegna (Devin Levin)
- Keaton Savage (Tyler)
- Dierk Torsek (Reverend Hayver)

### Épisode 18:La Teuf
- États-Unis : 4 avril 2017 sur ABC
- Canada : 6 avril 2017 sur Citytv
- France : 31 mars 2018 sur Comédie+

- États-Unis : 5,44 millions de téléspectateurs[23] (première diffusion)

- Pat Finn (Bill Norwood)
- Alphonso McAuley (Hutch)
- Daniela Bobadilla (Lexie)
- Jamie Kaler (Hudson)
- Josh Duvendeck (Liam)
- Ben Seaward (Roger)
- Alanna Fox (Danna)

### Épisode 19:La Confirmation
- États-Unis : 11 avril 2017 sur ABC
- Canada : 13 avril 2017 sur Citytv
- France : 31 mars 2018 sur Comédie+

- États-Unis : 5,23 millions de téléspectateurs[24] (première diffusion)

- Paul Hipp (Reverend TimTom)
- Daniela Bobadilla (Lexie)
- Beau Wirick (Sean Donahue)
- Brock Ciarlelli (Brad)
- Monica Horan (Anna Ferguson)
- Trent Garrett (Chester)
- Kevin Thomas Mitchell (Blake Ferguson)
- Mike Ostroski (Charlie Ferguson)
- Frank Gallegos (man)
- Ethan Disalvio (Kevin)
- Andy Taylor Kim (student)

### Épisode 20:La Piscine
- États-Unis : 18 avril 2017 sur ABC
- Canada : 20 avril 2017 sur Citytv
- France : 31 mars 2018 sur Comédie+

- États-Unis : 5,25 millions de téléspectateurs[25] (première diffusion)

- Casey Burke (Cindy)
- Jovan Armand (Troy)
- Alan Rachins (Mort)
- Reagan Rundus (Gracie)
- O'Neill Monahan (Lucas)
- Beau Hart (Riley)
- Rob Mainord (recruiter 1)
- Liz Eldridge (recruiter 2)
- Eben Ham (recruiter 3)

### Épisode 21:Un cadeau empoisonné
- États-Unis : 2 mai 2017 sur ABC
- Canada : 4 mai 2017 sur Citytv
- France : 7 avril 2018 sur Comédie+

- États-Unis : 5,07 millions de téléspectateurs[26] (première diffusion)

- Casey Burke (Cindy)
- Jen Ray (Nancy Donahue)
- Troy Metcalf (Jim)
- Malcolm Foster Smith (Dave)
- Chasen Banks (Dylan)
- Chase Kim (George)
- Cheyenne Wilbur (Ed)
- Jack Impellizzeri (random guy)

### Épisode 22:Le Dernier Exam
- États-Unis : 9 mai 2017 sur ABC
- Canada : 11 mai 2017 sur Citytv
- France : 7 avril 2018 sur Comédie+

- États-Unis : 5,02 millions de téléspectateurs[27] (première diffusion)

- Dan O'Connor (Professor Kepley)
- Brock Ciarlelli (Brad Bottig)
- Alphonso McAuley (Hutch)
- Daniela Bobadilla (Lexie)
- Tommy Bechtold (Kenny)
- John Omohundro (college student)
- Gary Ballard (janitor)
- Christopher Gerse (pizza guy)
- Sydney Sweeney (female student 1)
- Tabitha Brownstone (female student 2)
- David Kloehr (male student 1)
- Xavier Avila (male student 2)
- Joachim Powell (scout 1)
- Chet Lewis (scout 2)

### Épisode 23:L’Europe
- États-Unis : 16 mai 2017 sur ABC
- Canada : 18 mai 2017 sur Citytv
- France : 7 avril 2018 sur Comédie+

- États-Unis : 5,27 millions de téléspectateurs[28] (première diffusion)

- Jen Ray (Nancy Donahue)
- Jonathan Palmer (Rob)